# Athalaric
Athalaric (en gotique 𐌰𐌸𐌰𐌻𐌰𐍂𐌴𐌹𐌺𐍃 / Aþalareiks), né en 516 et mort le 2 octobre 534, est un roi des Ostrogoths, petit-fils de Théodoric le Grand, auquel il succède en 526.

## Biographie
Athalaric n'ayant que dix ans quand il accède au trône, la régence est assurée par sa mère Amalasonte. Celle-ci tente de lui fournir une éducation de tradition romaine, sans punition corporelle et, d'après Procope de Césarée, axée notamment sur la littérature et les arts classiques. Mais les nobles goths font pression sur elle pour qu'elle les autorise à l'éduquer comme ils le désirent, selon la tradition germanique.
Le jeune roi n'a que 18 ans lorsqu'il meurt en 534, épuisé par une vie de débauche. Il semble même que son ivrognerie l'a mis dans un si piètre état qu'elle est la cause de sa mort. Il laisse le trône à son beau-père Théodat, qui fait d'ailleurs emprisonner puis exécuter Amalasonte, l'année suivante.